# Liceum Warszawskie

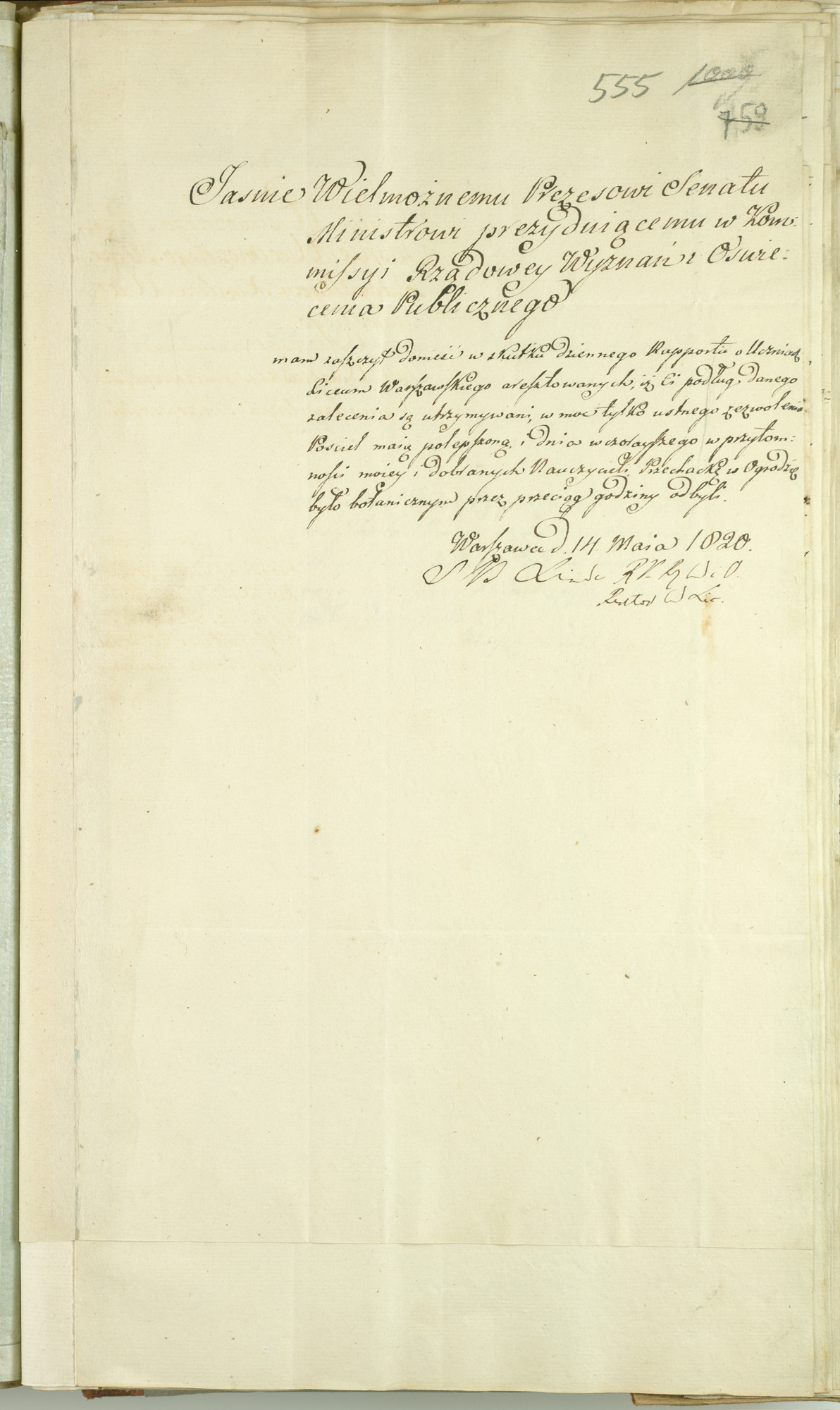
Jeden z raportów dziennych Samuela Lindego, wieloletniego dyrektora Liceum Warszawskiego, dotyczących aresztowanych uczniów tegoż liceum. Miejsce przechowywania: AGAD, Warszawa

Liceum Warszawskie – państwowa męska szkoła średnia w Warszawie, najlepsza szkoła średnia w Królestwie Polskim, która istniała od 1804 do 1831 roku.

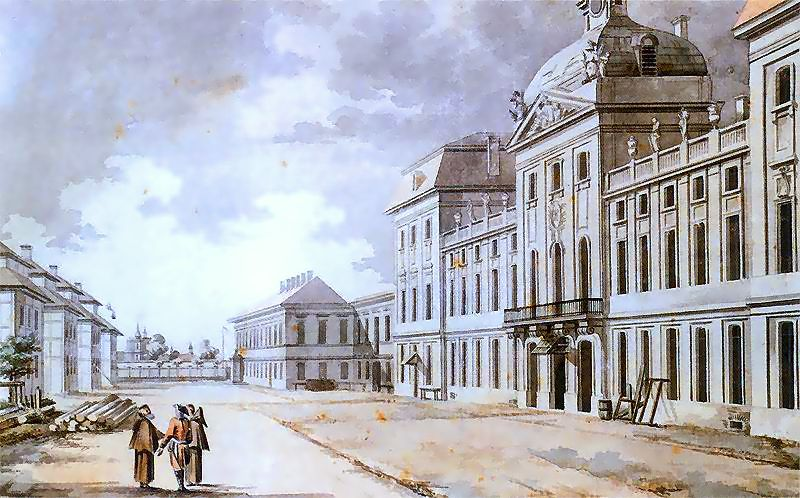
Pałac Kazimierzowski

## Zarys historii
Szkoła – Königlich-Preußisches Lyzäum zu Warschau – została stworzona przez władze pruskie dla młodzieży z zamożnych klas społecznych zamieszkującej Warszawę, wówczas stolicę regencji pruskiej Prusy Nowowschodnie, powstałej po III rozbiorze Polski. Ukrytym celem była germanizacja polskiej młodzieży i wychowanie jej w wierności do korony pruskiej (w podobnym celu stworzono Korpus kadetów w Kaliszu, stolicy regencji Prusy Południowe). Szkoła posiadała charakter humanistyczny: uczono w niej łaciny, greki, polskiego, niemieckiego i francuskiego, filozofii, etyki itd., ale także przedmiotów matematyczno-przyrodniczych i technicznych, muzyki, jazdy konnej i tańca. Posiadała według systemu pruskiego 6 klas licealnych i dwie niższe przygotowawcze. W wyższych 6 klasach nauka odbywała się do roku 1807 w języku niemieckim, potem nastąpiła reorganizacja Liceum według wzorów szkolnictwa francuskiego. 
W pierwszych latach istnienia Liceum duży procent jego wychowanków stanowiła warszawska młodzież wyznania ewangelickiego – będąc dwujęzyczna dawała sobie świetnie radę z wykładowym językiem niemieckim. Mniejszy procent stanowiła katolicka młodzież pochodzenia niemieckiego, również dwujęzyczna, oraz dwujęzyczna młodzież z małżeństw mieszanych – na ogół z matki pochodzenia niemieckiego. Rzadziej występuje młodzież żydowska lub neoficka. 
Do roku 1817 szkoła mieściła się w wynajętej od saskich Wettinów prawej (północnej) oficynie pałacu Saskiego, w roku 1817 przeniesiono ją do Pałacu Kazimierzowskiego. Do roku 1817 profesorowie szkoły dysponowali mieszkaniami służbowymi w pałacu, zaprzyjaźniły się tam wówczas rodziny dyrektora Liceum, Samuela Bogumiła Lindego i profesora języka francuskiego, Mikołaja Chopina, ojca Fryderyka (zachował się rysunek Fryderyka przedstawiający Lindego w czasie wykładu). Długoletnim dyrektorem uczelni był Samuel Bogumił Linde, który w pierwszych dwóch latach działania szkoły skutecznie zwalczał germanizacyjne zakusy władz pruskich. Wykładali tam również: Dawid Chrystian Beicht profesor historii, geografii i niemieckiego, Feliks Bentkowski (profesor języka polskiego i niemieckiego, literatury polskiej, później bibliotekarz Liceum), Franciszek Salezy Dmochowski, profesor polskiego, Kajetan Garbiński i Fryderyk Karol Hauke, matematycy, Stanisław Janicki, matematyk, Rafał Skolimowski, matematyk i historyk, Dominik Krysiński, wykładowca fizyki i ekonomii, ks. pastor Jerzy Tetzner, wykładowca niemieckiego i religii ewangelickiej, Zygmunt Vogel, nauczyciel rysunku i malarstwa, po którym funkcję przejął Aleksander Kokular, i Michał Szubert. 
Władze carskie rozwiązały szkołę w roku 1831, po upadku powstania listopadowego i stworzyły zamiast niej tzw. I Gimnazjum Gubernialne z siedzibą w Pałacu Kazimierzowskim.

## Absolwenci
- Jan Marcin Bansemer
- Piotr Jerzy Bansemer
- Alfred Bentkowski
- Władysław Bentkowski
- Henryk Karol Beyer[1]
- Karol Adolf Beyer[1]
- Wilhelm Beyer
- Jan Alfons Brandt
- Henryk Brühl
- Józef Brzowski
- Fryderyk Chopin
- Henryk Cieszkowski
- Jan Eckelt
- Gustaw Ehrenberg
- Adam Epstein
- Ludwik Fiszer
- Julian Fontana
- Jan Karol Freyer
- Kajetan Garbiński
- Stefan Garczyński
- Konstanty Gaszyński
- Ernest Gerhard Geysmer
- Jan Gothard Geysmer
- Apollodor Józef Gładysz
- Jan Gudeit
- Antoni Hann
- Konstanty Hegel
- Karol August Heylman
- Edward Hoffmann
- Jan Tomasz Seweryn Jasiński
- Wojciech Jastrzębowski
- Józef Jędrzejewicz
- Jerzy Kirkow
- Edward Klopmann
- Aleksander Kokular
- Antoni Kolberg
- Oskar Kolberg
- Wilhelm Kolberg
- Józef Walenty Komorowski
- Adam Amilkar Kosiński
- Aleksander Albert Krajewski
- Zygmunt Krasiński
- Leopold Kronenberg
- Ildefons Krysiński
- August Lampe
- Franciszek Emil Lauber
- Józef Lex
- Dominik Lisiecki
- Hieronim Hilary Łabęcki
- Ignacy Łempicki
- Napoleon Leon Łubieński
- Dominik Alojzy Magnuszewski
- Jan Fryderyk Wilhelm Malcz
- Konstanty Bogumił Malcz
- Jan Matuszyński
- Ludwik Mauersberger
- Jan Bernard Mile
- Józef Dionizy Minasowicz
- Karol Juliusz Minter
- Emil Ordon
- Julian Konstanty Ordon
- Albert Potocki
- Edward Rastawiecki
- Stanisław Regulski
- Edmund Roesler
- Jakub Salinger
- Jan Sikorski
- Fryderyk Florian Skarbek
- Wiktor Feliks Szokalski
- Michał Szubert
- Wacław Szymanowski
- Feliks Jan Szwarce
- Jan Maciej Hipolit Szwarce
- Józef Jan Szwarce
- Konstanty Edward Szwarce
- Konstanty Świdziński
- Feliks Theiner
- Aleksander Thiess
- Jan Krystian Ulrich
- Ferdynand Werner
- Maksymilian Wolff
- Maurycy Wolff
- Tytus Woyciechowski
- Kazimierz Woyda
- Maurycy Bogusław Woyde
- Bernard Zeidler